# سارة باربرا بينيت
سارة باربرا بينيت (بالإنجليزية: Sarah Benett)‏ (ولدت عام 1850 وتوفيت في 8 فبراير عام 1924). كانت منادية بمنح المرأة حق الاقتراع، وعضوًا في الاتحاد الاجتماعي والسياسي للمرأة وأمينة خزينة رابطة حرية المرأة. كانت واحدة من أوائل «النساء السمراوات» اللواتي انطلقن من أدنبرة إلى لندن في عام 1912، وأضربت عن الطعام خلال فترة سجنها في سجن هولواي، والتي حصلت في إثره على ميدالية الإضراب عن الطعام المقدمة من الاتحاد الاجتماعي والسياسي للمرأة، ودبوس هولواي.

## النشأة
ولدت سارة بينيت في سانت بانكراس في لندن عام 1850، كانت واحدة من تسعة أطفال ولدوا لويليام مورغان بينيت (1813 – 1891)، كاتب عدل، وباربرا سارة وارنغ (1819 – 1894). قبل أن تنشط سارة في قضية الدفاع عن حق المرأة في التصويت كانت ناشطة في الإصلاح الاجتماعي. أسست جمعية تعاونية في البلدة التي ترعرعت فيها، نيوفوريست، هامبشاير. بعد وفاة والدتها في عام 1894، انتقلت بينيت إلى بورسليم في ستافوردشاير حيث بدأت جمعية تعاونية أخرى ومتجرًا عامًا في هانلي، والذي كانت تديره. أقامت حملات في مصنع ستافوردشاير للأواني لتحسين ظروف العمل والصحة من خلال محاولة حظر استخدام الرصاص في تلميع الخزف.

## النشاط
في عام 1907، بعد حضور اجتماع كانت المتحدثة فيه فلورا دراموند بينيت، أدركت على الفور أن هذه القضية الهامة هي ما تحتاج إلى بذل جهودها من أجلها، وفي سن الـ57 انضمت إلى الاتحاد الاجتماعي والسياسي للمرأة وإلى رابطة الحرية النسائية التي أنشئت حديثًا. قبض عليها في وقت لاحق من ذلك العام لانضمامها إلى تفويض من قبل الاتحاد النسائي إلى مجلس العموم في المملكة المتحدة. رفضت دفع غرامة عشرينية، فحوكمت بالسجن 14 يومًا. في شهر يوليو من العام 1907، بقيت كريستابل بانخورست إلى جانبها تتفقد حملتها في مصنع ستافوردشاير للأواني. حضرت بينيت تأسيس رابطة المقاومة الضريبية النسائية لتصبح بنفسها مقاومة للضرائب، وفي عام 1908 كانت مندوبة رابطة حرية المرأة في مؤتمر أمستردام للتحالف الدولي من أجل المرأة.
انضمت بينيت إلى الجمعية الدستورية الجديدة للاقتراع النسائي، وعملت أمينة صندوق رابطة حرية المرأة منذ عام 1909 وحتى استقالتها في عام 1910، التي خصصت من خلالها جهودها للنضال من أجل الاتحاد  ي وََ، زي الذي أسس للمرأة. كانت واحدة من 120 امرأة اعتقلن للتظاهر أمام مجلس العموم في عام 1920 عندما تعرضت العديد من النساء لاعتداءات خطيرة من قبل الشرطة. شاركت بينيت في حملات تكسير النوافذ التي أقامها الاتحاد الاجتماعي والسياسي للمرأة في عامي 1911 و1912 وأطلق سراحها في وقت مبكر بعد أن حُكم عليها بالحبس في سجن هولواي عام 1912 بعد إضرابها عن الطعام، والذي حصلت في إثره على ميدالية الإضراب عن الطعام من قبل الاتحاد، وعلى دبوس هولواي. أحدث طلب لبينيت المُسنّة (كانت في ال62 من عمرها في عام 1912) كان لحبال قفزٍ وكرات في سجون المناديات بمنح المرأة حق الاقتراع بهدف بقائهن بلياقتهن في سجن هولواي في وزارة الداخلية البريطانية. كانت كايت ويليامز ايفانز زميلتها بالسجن في ذلك الوقت، كتبت بينيت مذكرة إلى خادمتها جين تقول فيها: «ستكون الآنسة إيفانز ضيفتي حتى تصبح قليلًا أكثر قوة. لقد تضورت جوعًا لذا عامليها كعاجزة...» تم تضمين توقيع بينيت في كتاب للتواقيع قامت بتجميعه إيفانز في هولواي، والذي يحتوي أيضًا على تواقيع المناديات بحق المرأة في التصويت إيميلي دافيسون وإيميلين بانخورست. أصبحت بينيت صديقة لإيميلي دافيسون التي رتبت لها تهريب ساعة إلى سجن هولواي. في عام 1916، نظمت رحلة زيارة سنوية إلى قبر دافيسون في ساحة كنيسة سانت ماري في موربيث.